# A5 (tomba)
A5: fa parte di una serie di 28 Tombe dei Nobili site nell’area della necropoli di Dra Abu el-Naga di cui è archeologicamente nota l’esistenza, e di cui si hanno notizie sul titolare e sulla struttura, ma di cui si è persa la localizzazione. La necropoli di Dra Abu el-Naga fa parte della più vasta Necropoli Tebana, sulla sponda occidentale del Nilo dinanzi alla città di Luxor, in Egitto. Destinata a sepolture di nobili e funzionari connessi alle case regnanti, specie del Nuovo Regno, l'area venne sfruttata, come necropoli, fin dall'Antico Regno e, successivamente, sino al periodo Saitico (con la XXVI dinastia) e Tolemaico.

## Titolare
A5 era la tomba di:
| Titolare   | Titolo                    | Necropoli                                 | Dinastia/Periodo                                 | Note                                                |
| ---------- | ------------------------- | ----------------------------------------- | ------------------------------------------------ | --------------------------------------------------- |
| Neferhotep | Sovrintendente al granaio | Dra Abu el-Naga, valle di Khawi el-Alamat | XVIII dinastia (da Thutmosi III ad Amenhotep II) | molto vicina alla precedente (Dra Abu el-Naga: A4?) |

## Biografia
Nessuna notizia biografica.

## La tomba
È noto che in un'anticamera, sul muro "a sinistra", esistessero scene di scribi che registravano i prodotti delle terre paludose, uomini in atto di sigillare giare di vino e offertori alla dea Thermutis. Sulla parete destra scene di banchetto, con file di musicisti (suonatori di arpa e di tamburelli, una suonatrice di arpa e danzatrici). Sulla parete posteriore, in due registri sovrapposti, il defunto con un cane e un figlio a caccia e quattro file di animali; due file di portatori di selvaggina, tra cui una iena in gabbia e alcuni struzzi; inoltre il defunto e la famiglia in scene di pesca e uccellagione e, poco oltre, scene di pulitura e preparazione delle prede e del pescato.

### Annotazioni
1. ↑  La planimetria non è in scala e ha valore esclusivamente di visione d'insieme; l'ubicazione delle singole tombe non è topograficamente esatta, ma vuole visualizzare la concentrazione delle sepolture, nonché il "disordine" con cui le stesse sono state classificate.
2. ↑  I campi della Duat, ovvero l'aldilà egizio, si trovavano, secondo le credenze, proprio sulla riva occidentale del grande fiume.
3. ↑  Nella sua epoca di utilizzo, l'area era nota come "Quella di fronte al suo Signore" (con riferimento alla riva orientale, dove si trovavano le strutture dei Palazzi di residenza dei re e i templi dei principali dei) o, più semplicemente, "Occidente di Tebe".
4. ↑  Le Tombe dei Nobili, benché raggruppate in un'unica area, sono di fatto distribuite su più necropoli distinte.
5. ↑  Parte di tali scene sono oggi al Louvre (cat. E.13101).

### Fonti
1. ↑  Porter e Moss 1927, revisione 1970 pp. 447-454.
2. ↑  Donadoni 1999,  p. 115.
3. ↑  Porter e Moss 1927, revisione 1970 p. 448.
4. ↑  Porter e Moss 1927, revisione 1970 p. 449.